# Juvenilia (película)
Juvenilia es una película argentina de 1943, dirigida por Augusto César Vatteone, sobre el libro clásico homónimo de Miguel Cané. Estrenada en Buenos Aires el 31 de mayo de 1943. Ganadora de cuatro Premios Cóndor de Plata en 1944 entre ellos el de mejor película.

## Sinopsis

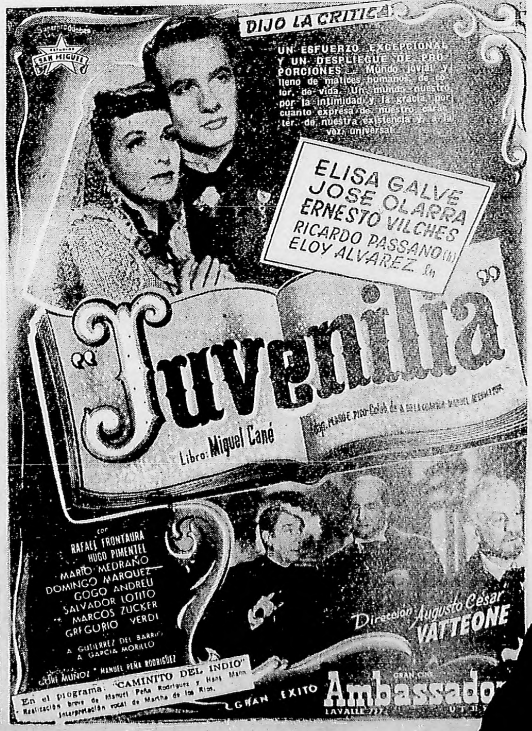
Publicidad de la película Juvenilia (1943)

Un grupo de jóvenes del Colegio Nacional Buenos Aires relatan sus andanzas y sus días en el colegio secundario en la época de la Organización Nacional en Buenos Aires.
Los primeros tiempos fueron duros para Cané, porque le pesaba el encierro, tanto que llama al Colegio como “prisión” y añoraba sus días de libertad, de despertarse más tarde, la comida de su casa. Hubo dos cosas que no pudo superar: el despertar y la comida.
El despertar era mediante la campana que tocaba el portero a las cinco de la mañana en verano y a las seis en invierno, y aunque muchas veces se subieron a la parra y a la reja y le cortaron la cuerda, eso no impidió que los despertaran a esa hora, por dos razones: estaban muy cerca del Cabildo y además porque el portero tenía un reloj que funcionaba bien, entonces entraba con una campana de mano que hacía sonar en el oído de sus enemigos, entre los que estaba Cané.

## Actores
Intervinieron en el filme los siguientes intérpretes:
- Elisa Christian Galvé
- José Olarra
- Ernesto Vilches
- Eloy Álvarez
- Ricardo Passano (hijo)
- Hugo Pimentel
- Mario Medrano
- Rafael Frontaura
- Gregorio Verdi
- Domingo Márquez
- Marcos Zucker
- Gogó Andreu
- Nelly Darén
- Alfredo Almanza
- Juan Carlos Altavista
- Ricardo Alberto Defilippi (Extra)
- Américo Sanjurjo
- Chela Cordero
- Enrique Chaico

## Comentarios
Calki escribió:

”Digna versión de una novela estudiantil. Es desde luego, un mérito transplantarla a la pantalla con la requerida dignidad.”

La crónica de La Nación dijo:

”Unidad lograda… refleja en su inspiración y en su verdad la grandeza de Juvenilia… se han aprovechado elementos fundamentales del libro y también los detalles destinados a precisar la trascendencia del medio.”

## Premios
- Cuatro Premios Cóndor de Plata (1943), otorgados por la Academia de Artes y Ciencias Cinematográficas de la Argentina: mejor película, mejor director, mejor guion adaptado, mejor actor de reparto (Eloy Álvarez).